# Драгана Косјерина
Драгана Косјерина Пердув (Сарајево, 22. август 1987) српска је новинарка и ТВ водитељка. Тренутно ради на Радио-телевизији Србије.

## Биографија
Драгана Косјерина је рођена 22. августа 1987. године у Сарајеву, одакле се са 5 година преселила у Београд. Прво се бавила манекенством, своју каријеру је започела у 17. години. Након низа успеха, 2004. је освојила титулу Miss Teen и била је један од топ модела агенције Моделс. Желела је да буде стоматолог и иако је завршила Зуботехничку школу као одличан ђак, одлучује да упише психологију на Филозофском факултету, међутим у томе не успева, па се уписује на Факултет за културу и медије, на којем успешно дипломира, а потом је завршила мастер академске студије при UNESCO катедри за културну политику и менаџмент при Универзитету уметности у Београду.

## Каријера
Први пут излази пред камере у сарадњи са продуцентом Савом Јовановићем, са којим је уско сарађивала док се бавила манекенством и снимила пилот за емисију Музичка топ листа, који ју охрабрује да конкурише за лице на спортској телевизији Спорт клуб на којој ради од 2011. до 2014. године, када прелази на Радио-телевизију Србије (РТС). Како је прве телевизијске кораке направила на Телевизији Спорт Клуб, од 2011. године радила је као уредник и водитељ емисије о спортским актуелностима која се емитовала уживо сваког дана. Поред ангажмана у студијским емисијама, радила је и као репортер на различитим спортским догађајима, у оквиру престижних интернационалних такмичења, попут Евролиге, АТП тениских турнира, Мото Гран При шампионата.
2014. године добија позив од Николе Миркова, В.Д. Директора Радио телевизије Србије, прихвата пословну понуду и постаје део Забавног програма РТС-а. У оквиру Забавног програма бива ангажована и у Спортској и у Забавној редакцији. Најпре, у емисијама Спортски дневник, а потом и Недељно поподне. Данас је искључиво везана за забавни програм РТС-а..
2015. године, уз Недељно поподне, ради и као водитељ фестивалске емисије Одбројавање за Беч, у којој је одабран представник Србије на Песми Евровизије, Бојана Стаменов.
Исте године у пару са Дејаном Пантелићем, води спортски квиз Наша петорка, који је пратио дешавања на Европском првенству за кошаркаше.
Крајем 2015. године, постаје водитељ талент шоу програма Ја могу све, у којем су се учесници надметали у плесу, глуми, певању, свирању... Драгана Косјерина у овој емисији, поред водитељског умећа, и сама показује изузетан таленат за сценски покрет у ревијалним наступима у емисијама. Добро владање сценом постаје њен заштитни знак, на основу којег бива ангажована као водитељ бројних Шоу програма у наставку каријере.
2016. године, у мају месецу, укључује се у Песму Евровизије и, као званични спикер, саопштава гласове из Србије. Исте године, са Александром Стојановићем, води емисију Олимпијско поподне, која прати дешавања на Олимпијским играма у Риу. Поред ангажмана у Забавном програму, почиње да ради и у Образовно-научном програму РТС-а, као уредник и водитељ магазин емисије Контекст 21. Све резултира ангажманом у Јутарњем програму, једном од најгледанијих емисија РТС-а, који траје до данас. Но, иако постаје једно од заштитних лица Јутарњег програма од 2016. године, не напушта Забавни програм.
Од 2017. до краја  2018. године, снима три сезоне музичког шоу програма Луда ноћ, са Маријом Вељковић, Марком Живићем, Горданом Кичићем. На јесен 2020. године, у измењеној водитељској постави наставља снимање четврте сезоне шоу програма Луда ноћ, уз Кристину Раденковић, Сашу Јоксимовића и Стефана Поповића.
Фебруара 2018. године води Беовизијy, национални избор за представника Србије на Песми Евровизије, Такође, а мају исте године  још једном се укључује као званични спикер из Србије, те саопштава гласове на Песми Евровизије која је одржана у Португалији. Као водитељ Беовизије ради и 2019. И 2020.
На РТС-у тренутно води квиз Ја волим Србију и емисију Луда ноћ. Водила је Јутарњи програм од 2016. године па све до краја 2019. године. 
2018, 2019. и 2020. је била међу водитељима Беовизије, српског избора за представника на Песми Евровизије. На Песми Евровизије је била презентер гласова Србије 2016, 2018, 2019, 2021 и 2022 (у којој се укључила обучена као српска представница 2022 Ана Ђурић Констракта) године.
Током летњих месеци 2020. године била је домаћин емисије Београдска хроника, као замену док су њене колегинице биле на летњем одмору.
Године 2022. постаје водитељка Песме за Евровизију и од тад има ту улогу, а 2023. водитељка емисије Један добар дан.
Године 2024. удала се за стоматолога Бојана Педрува и на своје презиме додала његово.